# Jan Kliment
Jan Kliment (Myjava, 1 september 1993) is een Tsjechisch voetballer die bij voorkeur als vleugelspeler speelt. Hij tekende in 2015 bij VfB Stuttgart.

## Clubcarrière
Kliment is afkomstig uit de jeugdopleiding van Vysočina Jihlava. Op 9 maart 2012 debuteerde hij voor de club in de Tsjechische tweede klasse tegen FK Čáslav. Enkele maanden later promoveerde de club naar het hoogste niveau. Op 22 februari 2013 maakte de Tsjechisch jeugdinternational zijn opwachting in de Gambrinus liga tegen Hradec Králové. Op 19 april 2014 maakte hij zijn eerste competitietreffer tegen FK Teplice. In januari 2014 werd de vleugelspeler zes maanden uitgeleend aan het Slowaakse Banská Bystrica. Het seizoen erop maakte hij twee doelpunten in vijftien competitieduels voor Vysočina Jihlava. In juni 2015 tekende Kliment een vierjarig contract bij VfB Stuttgart, dat één miljoen euro betaalde voor de vleugelspeler.

## Interlandcarrière
In 2015 nam hij met Tsjechië –21 deel aan het Europees kampioenschap voor spelers onder 21 jaar dat in Tsjechië werd gehouden. Hij maakte een hattrick en werd zo topschutter van het toernooi met drie doelpunten. Zijn team overleefde de groepsfase niet.